# ألبرت نورث
ألبرت نورث (20 ديسمبر 1877 في المملكة المتحدة - 4 يونيو 1933 ببرستل في المملكة المتحدة) (بالإنجليزية: Albert North)‏ هو لاعب كريكت بريطاني (وحمل سابقاً جنسية المملكة المتحدة لبريطانيا العظمى وأيرلندا). لعب مع نادي مقاطعة غلوستر للكريكت ‏ ونادي مقاطعة سومرست للكريكت ‏.